# Apollo 13
Apollo 13 was de vijfde bemande missie naar de Maan, voor het uitvoeren van de derde maanlanding in het kader van het Project Apollo. 
De bemanning bestond uit Jim Lovell (commandant), Jack Swigert (piloot van de commando-module) en Fred Haise (piloot van de maanlander). Swigert was de vervanger voor Ken Mattingly, omdat die mogelijk met rodehond was besmet. 
De lancering vond plaats op 11 april 1970 om 13:13 plaatselijke tijd. Na een ongeval aan boord moest de geplande maanlanding worden afgelast. Door gebruik te maken van systemen uit de maanlander Aquarius wist de bemanning op 17 april 1970 behouden terug te keren.
Door de vlucht van de Apollo 13 werden de verantwoordelijken in de Verenigde Staten met de neus op de feiten gedrukt: ruimtereizen waren allerminst routine.

## Geschiedenis

### Het ongeval
Twee dagen na de lancering ontplofte op 13 april een zuurstoftank, waardoor de bemanning feitelijk schipbreuk leed in de ruimte. Commandant Jim Lovell sprak beheerst de historische woorden: “Okay Houston, I believe we've had a problem”.
Op het moment dat de ontploffing zich voordeed, bevond Apollo 13 zich tussen de Aarde en de Maan. De landing op de Maan was nog niet ingezet, en de maanlander was dus nog aangekoppeld. Deze kon nu worden gebruikt om elektriciteit, water en zuurstof te leveren. Bovendien werd de motor van de maanlander (van de daaltrap) gebruikt om terug op aarde te komen. De maanlanding was echter niet langer mogelijk.

### Terugreis

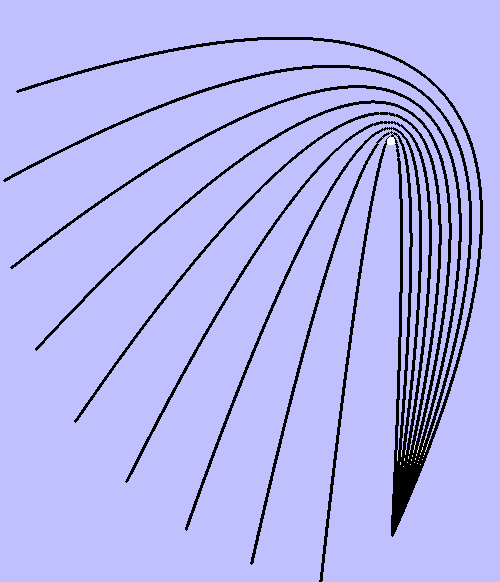
Deze computersimulatie toont hoe een gering koersverschil grote gevolgen kan hebben. De koers wordt gekozen in het punt rechtsonder. Door vlak langs de maan te mikken wordt de capsule teruggestuurd in de richting van de Aarde. Het spreekt vanzelf dat hiervoor nauwkeurige berekeningen nodig zijn. Ook achteraf zijn waarschijnlijk nog koerscorrecties nodig geweest.

Zou een dergelijk ongeval zich hebben voorgedaan bij een reis op Aarde, bijvoorbeeld bij een zeereis naar onbekend gebied, dan had het voor de hand gelegen onmiddellijk terug te keren.
Bij ruimtevaart is er geen wrijving. Om snelheid te maken en om van koers te veranderen is brandstof nodig. Voor de reis zelf, het volhouden van een bestaande koers, is geen brandstof nodig.
Het is verder mogelijk een ruimtevaartuig in een baan om een hemellichaam te sturen en zo van koers te veranderen. Er is dan een vrij geringe hoeveelheid brandstof nodig om de koers precies goed te leggen, waarna de zwaartekracht van het hemellichaam de rest doet (free-return trajectory).
Kort na de lancering was de Apollo 13 in een parkeerbaan om Aarde gebracht. Had de ontploffing zich op dit moment voorgedaan, dan had men direct weer op aarde kunnen landen. De Apollo 13 had op het moment van de ontploffing de parkeerbaan echter al verlaten en was op weg naar de Maan, met voldoende snelheid om zonder verdere voortstuwing in de buurt van de Maan te komen (trans-lunar injection).
Er waren in principe drie mogelijkheden.
1. De eerste was uitsluitend de motor en de brandstof van de commando-/servicemodule (CSM) te gebruiken om direct terug te keren naar de aarde (de snelheid was al veel minder dan direct na de trans-lunar injection). Dan zou de maanlander (Lunar module, LM) moeten worden afgestoten om de massa te verminderen, en daardoor brandstof te besparen. Deze mogelijkheid verviel doordat door de schade aan de CSM voorzieningen van de maanlander nodig waren bij de terugreis.
2. De tweede mogelijkheid was direct terug te keren naar de Aarde, en daarbij ook de motor en de brandstof van de maanlander te gebruiken. Hiervoor zou de beschadigde servicemodule na het opmaken van de brandstof moeten worden afgestoten, waar ook bezwaren aan waren verbonden.
3. De derde mogelijkheid, die ook gekozen werd, was als volgt. Het ruimteschip voer verder naar de Maan en gebruikte de zwaartekracht van de Maan om terug te keren (het genoemde free-return trajectory). Ten slotte werd de daalmotor van de maanlander gebruikt om te vertragen. Met de stuurraketjes van de maanlander werden koerscorrecties uitgevoerd.

### Leefklimaat aan boord
Tijdens de rest van de reis kon er geen gebruik meer worden gemaakt van de zuurstof en de klimaatregeling uit de gehavende servicemodule. De maanlander moest deze taak overnemen, maar hij was slechts berekend op een verblijf van twee dagen door twee astronauten, niet van vier dagen door drie astronauten. 
Om energie te besparen werden alleen de onmisbare apparaten in bedrijf gehouden; zo werden er geen televisieopnamen meer gemaakt. Door het lagere energieverbruik daalde de temperatuur in de maanlander aanzienlijk. Een ander probleem was dat het koolstofdioxidegehalte van de lucht opliep. Er waren voldoende koolstofdioxidefilters aan boord, maar die waren opgeborgen in de daaltrap en daardoor buiten bereik – ze waren bedoeld voor gebruik tijdens het verblijf op de maan. De filters van de commando-module waren van een ander type en pasten niet op luchtbehandelingsapparatuur van de maanlander. Dit laatste werd in een crisisoverleg opgelost door de bemanning. Ze maakten een filter passend met behulp van de simpelste dingen, zoals ducttape en een plastic zakje.

### Terugkeer en landing

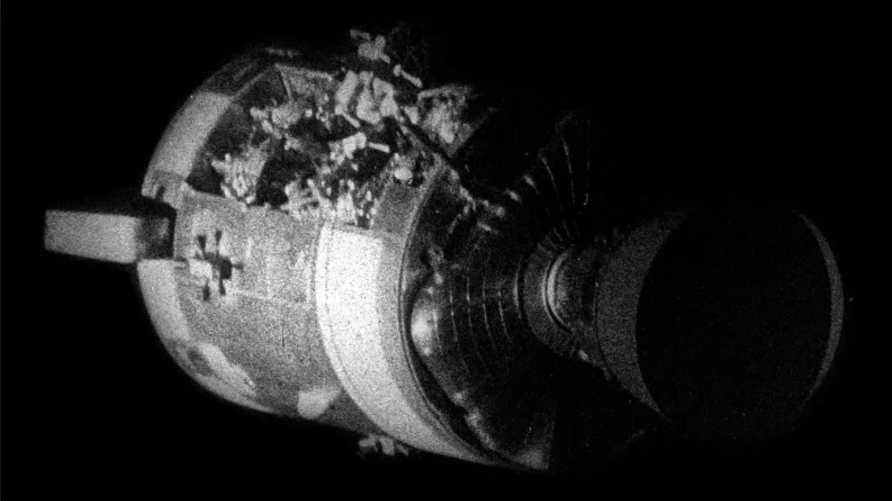
Een originele foto van de beschadigde module genomen door Jim Lovell

De bemanning had geen toestemming gekregen om het ruimteschip te verlaten en de schade te inspecteren. Waarschijnlijk zou een dergelijke actie onverantwoord zijn geweest doordat er lucht mee verloren ging. Pas op 17 april, kort voor de landing op aarde, werd de gehavende servicemodule afgestoten (hij was niet ontworpen om op Aarde te landen) en kregen de bemanningsleden zicht op de schade (“It's really a mess”). Ze maakten foto's die van belang waren om de oorzaak van de ramp vast te stellen. 
Voor de terugkeer moest een aantal berekeningen worden aangepast, doordat de servicemodule afweek van het terugkeertraject. Deze afwijking werd veroorzaakt door de waterdamp van het koelingssysteem. De waterdamp zorgde voor een onbedoelde maar significante stuwkracht. De ballast moest worden aangepast om ervoor te zorgen dat het juiste terugkeertraject gevolgd kon blijven worden.
Ook de maanlander kon niet op aarde landen en moest worden afgestoten.
CapCom "Joe" Joseph Kerwin sprak daarbij de woorden “Farewell, Aquarius, and we thank you”. Haise voegde eraan toe: “She sure was a good ship.” Het was immers aan de maanlander te danken dat de mannen weer terug konden keren.  De maanlander, die een thermo-elektrische radio-isotopengenerator met 3,9 kg plutonium bevatte en die niet bedoeld was om op Aarde terug te keren, werd naar een veilige plek in de Stille Oceaan gestuurd. Haise vroeg waar de maanlander terecht zou komen, maar dat wist de vluchtleiding niet precies. 
De rest was routine en de beproefde bemanning kon op aarde landen.

## Oorzaak
Uit nader onderzoek van NASA bleek dat bij de montage van de Apollo 10 een defecte zuurstoftank was vervangen. De tank werd gerepareerd en later voor de Apollo 13 gebruikt. Ondanks alle positieve testuitslagen was de tank dus toch niet in orde geweest. 
Een spoel voor het verwarmen van de zuurstof in de tank was ontworpen voor 28V/2A maar in Apollo 13 werd 56V/4A gebruikt. Bij het ventileren van de zuurstoftanks smolt de isolatie weg en een kortsluiting volgde. Een vonk die hierbij ontstond liet Zuurstoftank 2 ontploffen en daarbij was een ventiel van zuurstoftank 1 beschadigd, waardoor in een paar uur de hele zuurstofvoorraad verloren was gegaan. Daardoor was geen water meer beschikbaar en geen energie. Bovendien kon de raketmotor niet meer gebruikt worden. De antenne voor de verbinding met de Aarde, die ook deel uitmaakte van de servicemodule, was gelukkig onbeschadigd.

## Trivia

### Schertsclaim van Grumman Aerospace
Het incident vormde voor Sam Greenberg van Grumman Aerospace, de bouwer van de maanlander, aanleiding om voor de grap aan North American Rockwell, de bouwer van de zuurstoftank, de 400.000 mijl sleepkosten (à 1$/mijl) te factureren, plus de vier niet geplande overnachtingen "bed and breakfast" van Swigert, de piloot van de commando-module.

### Rode strepen op het maanpak van commandant James Lovell
Had de maanlanding plaatsgevonden, dan zou commandant James Lovell de eerste maanwandelende astronaut geweest zijn met rode strepen op diens maanpak. Na de missies van Apollo 11 en Apollo 12 was verwarring ontstaan omtrent de herkenning van de astronauten op de foto's. NASA besloot om de commandant van elke missie te voorzien van een rode streep op de helm, twee rode strepen op beide armen, twee rode strepen op beide benen, en twee korte rode banden achterop op het Portable Life Support System (PLSS). Bovendien plaatste James Lovell van Apollo 13 een donkerblauwe sticker van de zeemacht op zijn helm. 
Door de mislukking van Apollo 13 werd commandant Alan Shepard van Apollo 14 de eerste maanwandelende astronaut met rode strepen. Heden ten dage draagt tijdens een ruimtewandeling een van de twee ruimtevaarders nog altijd rode strepen op zijn pak.

### Twee keer naar de maan zonder ze te bewandelen
James Lovell is de enige astronaut die twee keer de maan van dichtbij heeft gezien zonder haar te bewandelen (Apollo 8, Apollo 13). De andere twee astronauten die twee keer een maanmissie hadden meegemaakt waren John Young (Apollo 10, Apollo 16) en Eugene Cernan (Apollo 10, Apollo 17). Zowel Young als Cernan stonden in 1972 op de maan (Apollo 16 en Apollo 17).

### Koud inOdyssey
Kort nadat de ontploffing in de servicemodule zich had voorgedaan, werd het, om energie te sparen, koud aan boord van de commandomodule Odyssey. Ook toen de laatste fase van de missie werd ingezet, en de commandomodule feilloos door de Aardatmosfeer afdaalde, waarbij het hitteschild witgloeiend werd, bleef het nog steeds koud aan boord. Toen, na de splashdown op Aarde, het luik van de Odyssey werd opengemaakt, ontsnapte daar een mistwolk van koude lucht uit. De Aardse luchttemperatuur was beduidend hoger dan deze in de commandomodule Odyssey.

## Verfilming
In 1995 verscheen Apollo 13, een film over de vlucht van de Apollo 13. Tom Hanks speelt de commandant van deze vlucht. Andere rollen worden gespeeld door Bill Paxton, Kevin Bacon, Gary Sinise en Ed Harris. De film biedt een tamelijk nauwgezette reconstructie van de rampvlucht. Hierin maakte Jim Lovell een cameo als kapitein van de USS Iwo Jima, het marineschip waarmee de bemanning werd opgepikt uit de oceaan.

## Galerij

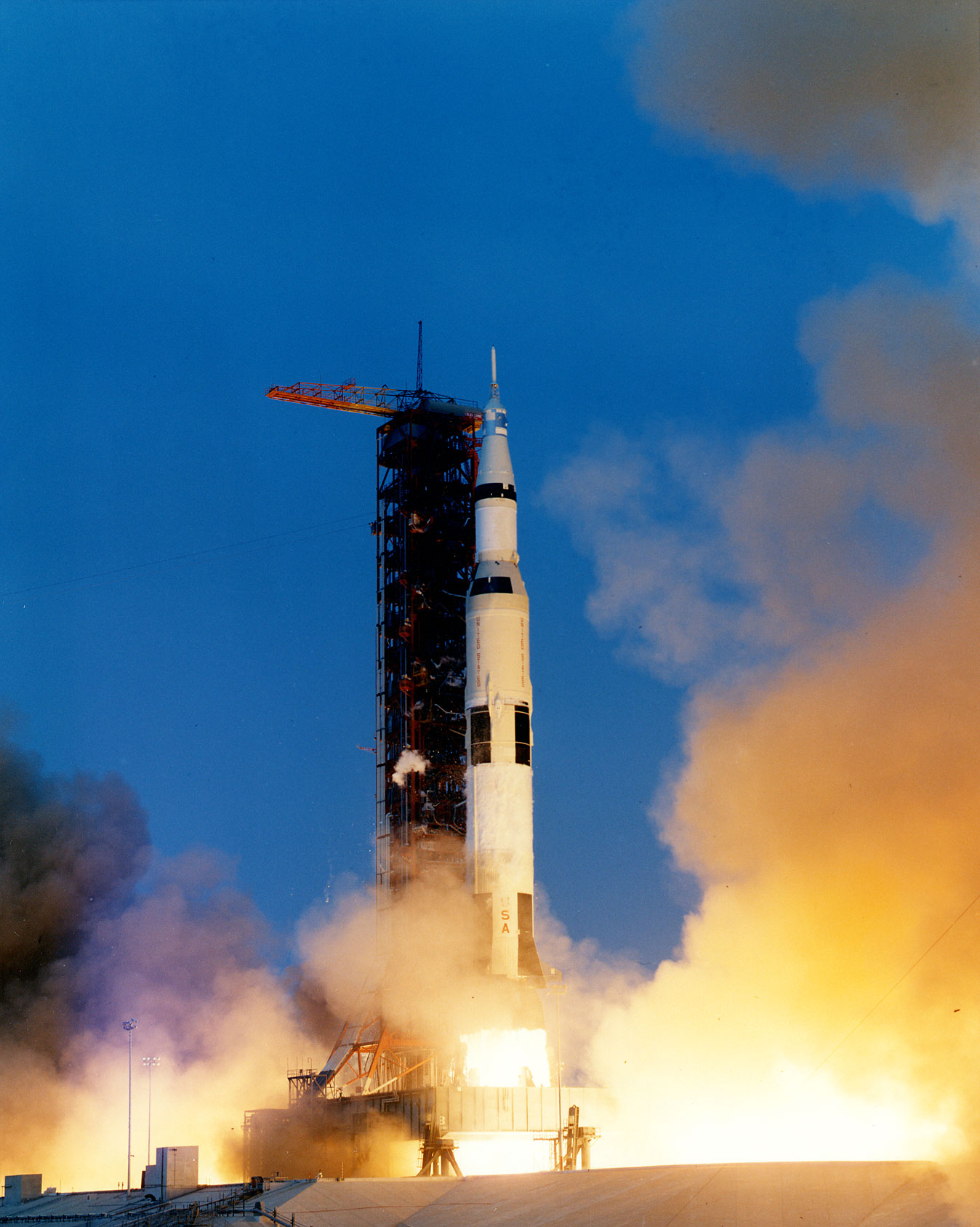
De lancering
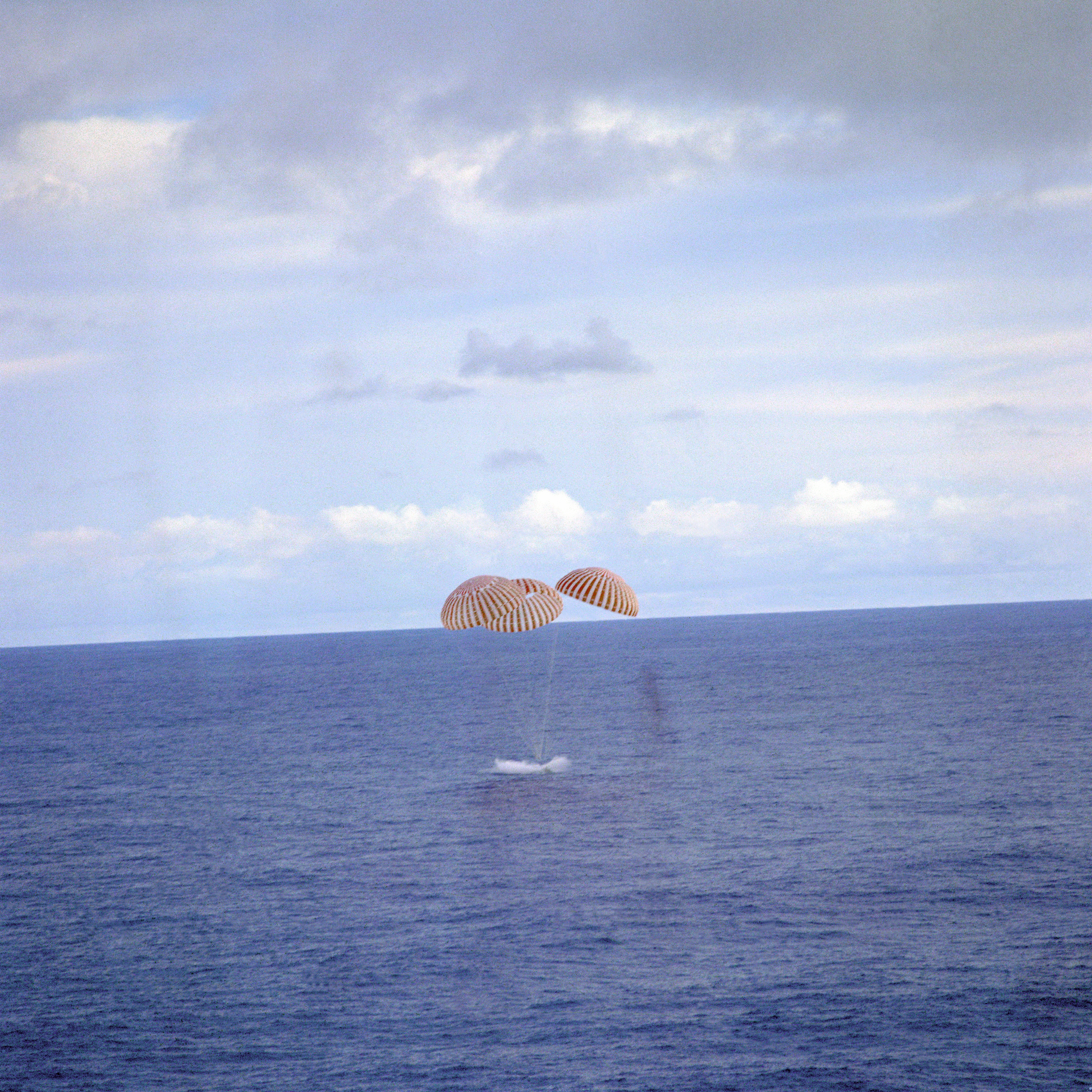
De landing
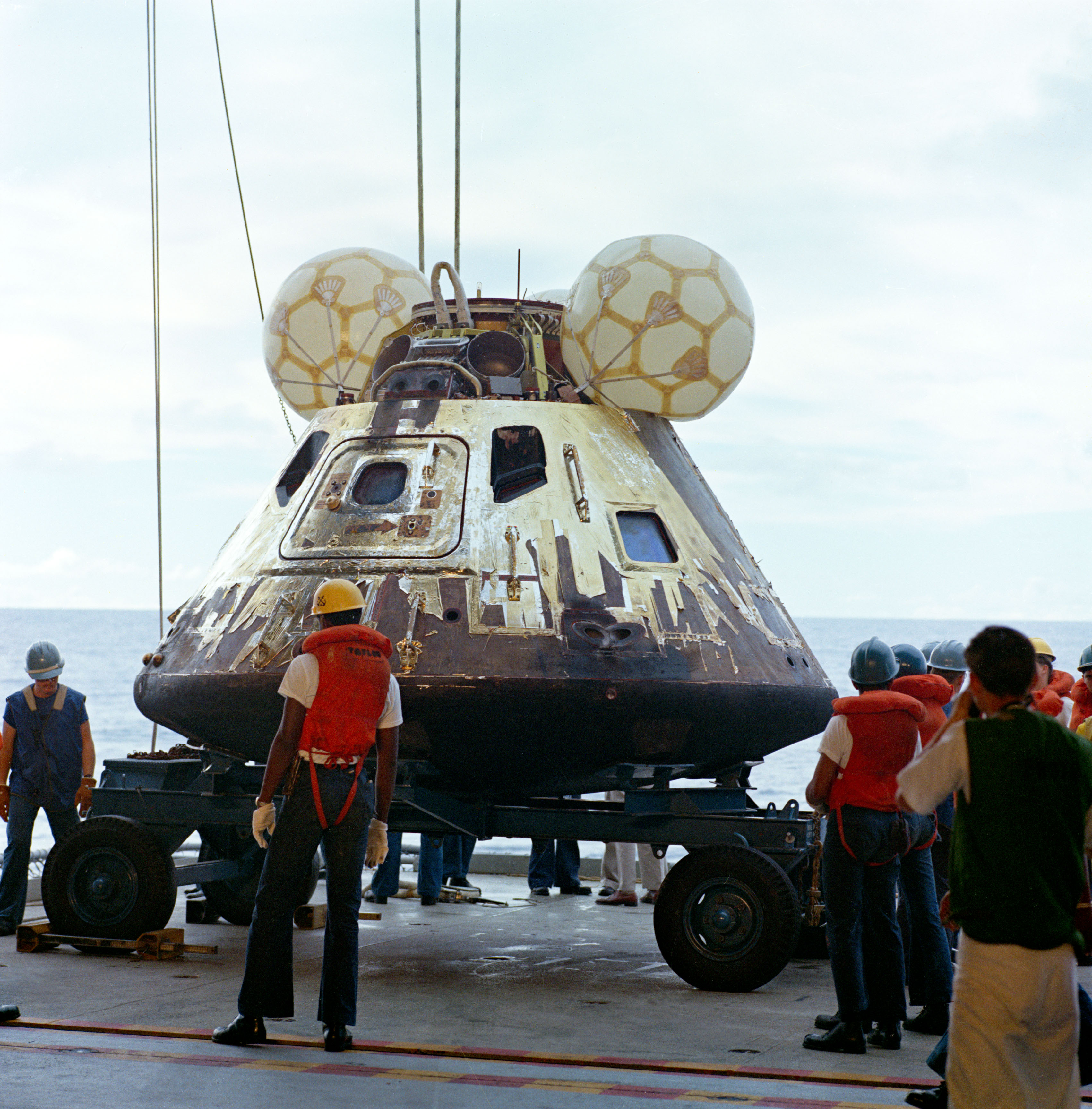
De berging
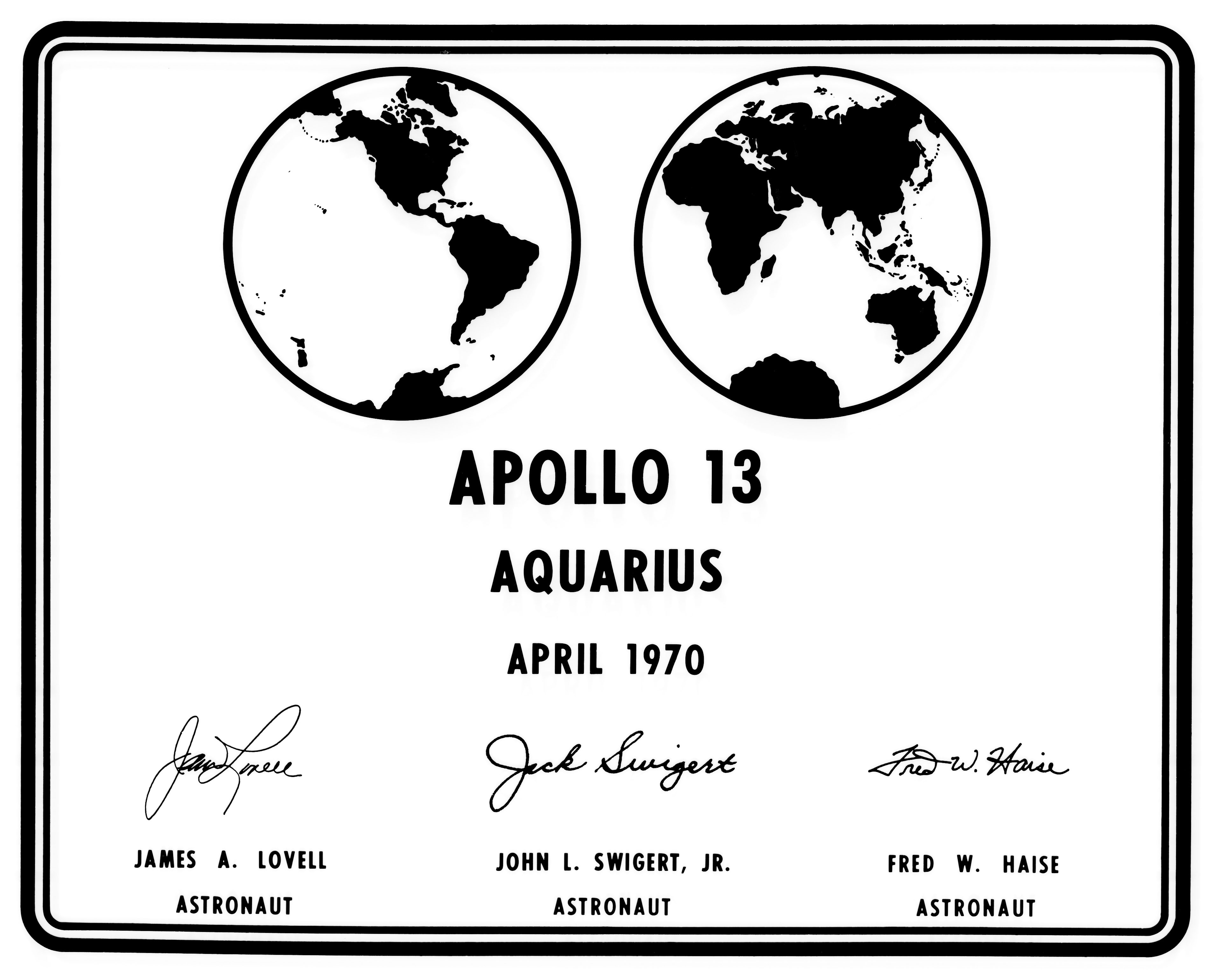
Het gedenkteken op de trap van de maanlander